# モンゾニ岩

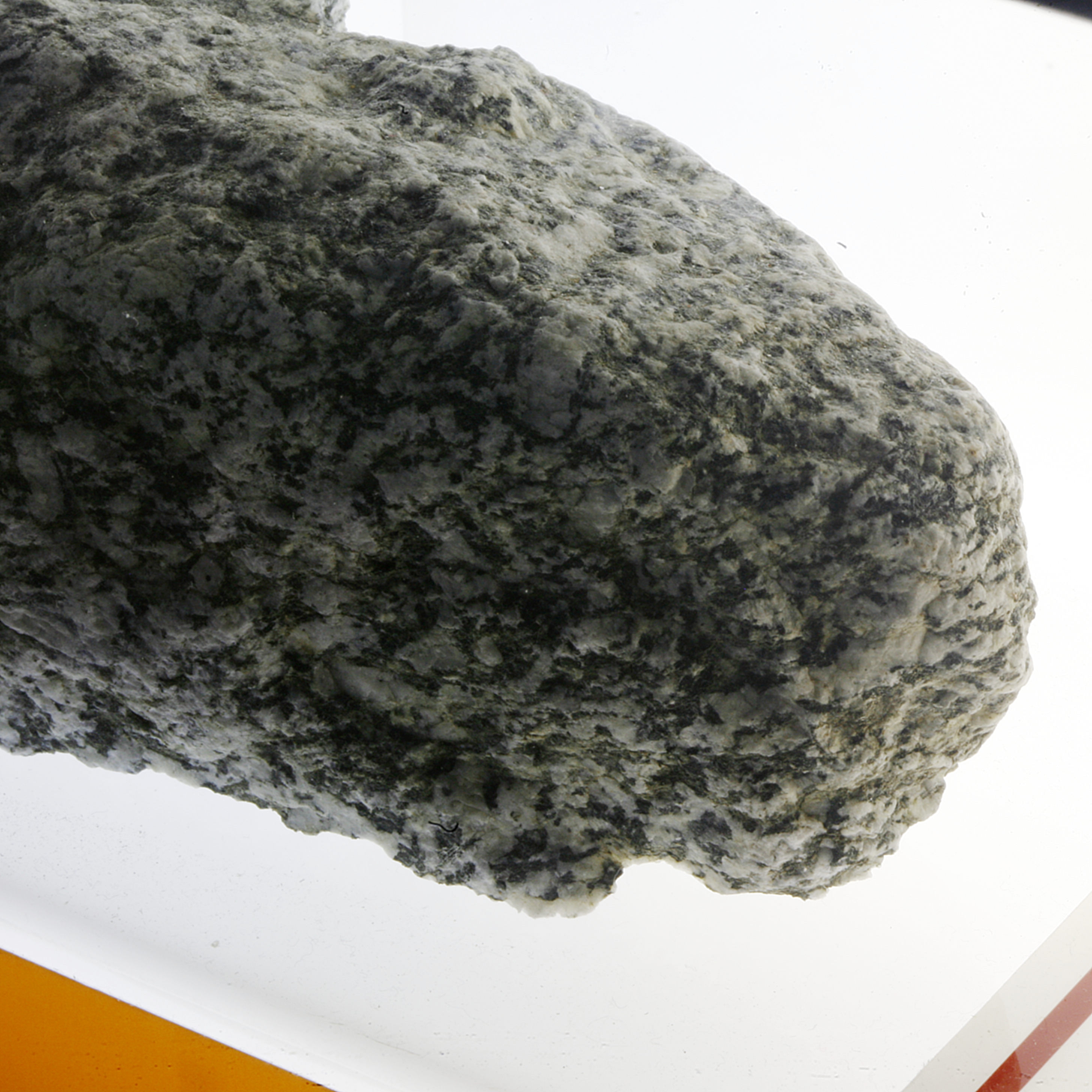
石英モンゾニ岩

モンゾニ岩（モンゾニがん、monzonite、モンゾナイト）は、石英をほとんど含まず、アルカリ長石と斜長石の割合がほぼ同じ深成岩。火山岩の粗面安山岩（ラタイト）に対応する。石英を少量含むものは石英モンゾニ岩（せきえいモンゾニがん、quartz monzonite、アダメロ岩ともいう）とよぶ。
長石の割合で、アルカリ長石の方が多くなると閃長岩、斜長石の方が多くなるとモンゾ閃緑岩あるいはモンゾ斑れい岩となる。